# Кучугуренко, Григорий Васильевич
Григорий Васильевич Кучугуренко (1926—2003) — советский футболист, защитник и тренер. Мастер спорта СССР.

## Биография
Родился 14 октября 1926 года в городе Таганроге Ростовской области.
С 1941 года в начале Великой Отечественной войны в период оккупации Ростовской области немецкими войсками был вывезен на работы в Германию, откуда бежал на родину.
С 26 января 1944 года в возрасте семнадцати лет был призван в ряды Рабоче-Крестьянской Красной армии и направлен в действующую армию на фронт, участник войны в составе 382-го стрелкового полка 8-й стрелковой дивизии — красноармеец, помощник наводчика ручного пулемёта 8-й стрелковой роты. Воевал в составе 3-го Украинского фронта. 7 июля 1945 года Указом Президиума Верховного Совета СССР
«за то что при атаке на высоте 339 в Югославии метким огнём своего автомата уничтожил двух снайперов и отбил от захвата в плен наших двух пулемётчиков» был награждён — Медалью «За боевые заслуги».
С 1945 года был воспитанником Харьковской детско-юношеской спортивной школы «Локомотив» Харьков. В 1950 и в 1951 годах выступал на позиции защитника за футбольную команду Таганрога в чемпионате РСФСР среди команд КФК, В 1950 году участвовал в составе команды «Динамо» Ростов-на-Дону в чемпионате РСФСР. В 1952—1953 годах в составе дубля «Динамо» Москва сыграл 20 матчей. В 1953 году в составе «Локомотива» Харьков провёл два матча в высшей лиге. С 1953 по 1961 годы за «Торпедо» Таганрог сыграл 171 матч, играл в чемпионате РСФСР (1953—1955) и чемпионате СССР (1956—1961), забил пять голов в первой лиге и сыграл девять матчей в Кубке СССР.
Многолетний капитан и лидер «Торпедо» Таганрог. В 1962—1963 годах и с 1975 года работал работал вторым тренером «Торпедо», тренировал юношеские и клубные коллективы.
Скончался в 2003 году в Таганроге.

## Награды
- Орден Отечественной войны II степени (06.04.1985)
- Медаль «За боевые заслуги» (07.07.1945)
- Медаль «За победу над Германией в Великой Отечественной войне 1941—1945 гг.» (09.05.1945)

### Спортивные достижения
- 1952 год — чемпион СССР (среди дублирующих команд в составе московского «Динамо»)
- 1955 год — чемпион РСФСР
- 1961 год — бронзовый призёр зонального турнира класса «Б»
- Мастер спорта СССР.